# Liste jiddischer Medien
Dies ist eine Liste jiddischsprachiger Medien. Sie umfasst Medien in der jiddischen Sprache aus aller Welt und ist weit gefasst. Die Liste enthält auch einige gemischtsprachige sowie eingestellte bzw. historische. Nach Untersuchungen der Internationalen Medienhilfe (IMH)  gibt es rund um den Globus noch über fünfzig Publikationen und etwa zehn Rundfunkprogramme in jiddischer Sprache. Die folgende, darauf aufbauende Übersicht erhebt keinen Anspruch auf Aktualität oder Vollständigkeit.

## Elektronische Medien

### Radioprogramme
- Di Naye Yidishe Sho / Die Neue Jüdische Schau – Buenos Aires, Argentinien
- Judaiques FM – Paris, Frankreich
- Kol Israel – Jerusalem, Israel
- Naye Khvalyes / Kol Polin bei Radio Polen – Warschau, Polen (eingestellt)
- The Forward Hour / Di Forverts Sho – New York, USA
- The Yiddish Voice / Dos Yidishe Kol / Die Jiddische Stimme – Boston, USA
- SBS Jiddisches Programm / Yiddish Program – Melbourne, Australien
- Yiddish lebn bei Radio Moldova – Chișinău, Republik Moldau
- 3ZZZ Jiddisches Programm – Melbourne, Australien

### Fernsehprogramme
- Af der Yiddisher gas / Auf der jüdischen Straße – Chișinău, Republik Moldau

### Internetseiten
- yiddish.forward.com
- yiddishmoment.com

## Theatergruppen
- Yiddish Theatre Dora Wasserman – Montreal, Kanada
- Jiddisch-Spiel / Yiddishpiel – Tel Aviv, Israel
- Jiddisches Theater / Yiddish Theatre – Melbourne, Australien
- Staatliches Jüdisches Theater Bukarest – Bukarest, Rumänien
- Jüdisches Theater / Teatr Zydowski – Warschau, Polen
- Lufteater / Lufttheater / Théâtre en l’Air – Straßburg, Frankreich
- Folksbiene / Volksbühne – New York, USA
- Grand Theatre – New York, USA
- Gebrüder-Herrnfeld-Theater – Berlin, Deutschland
- Staatliches Jüdisches Theater Moskau – Moskau, Sowjetunion
- Yiddish Art Theatre – New York, USA
- Wilnaer Truppe sie besaß keine eigene dauerhafte Spielstätte